# Остров Деверолла
Остров Деверолла — небольшой покрытый льдом остров, возвышающийся над шельфовым ледником Росса к северо-востоку от залива Бомонта. Он был назван Антарктической экспедицией Новозеландской геологической службы (1960—1961) в честь Уильяма Х. Деверолла, радиста на базе Скотта. Остров Деверолла считается самым южным островом в мире.